# Rollag
Rollag är en kyrkby som utgör centralort i Rollags kommun i Buskerud fylke i sydöstra Norge. Byn ligger vid en numera nedlagd sträcka av Numedalsbanan, där fylkesväg 2790 möter fylkesvägen 2792, på östra sidan av älven Numedalslågen, mittemot fylkesväg 40 på andra sidan älven. Norr om byn finns Rollags stavkyrka.